# Полол
Полол (ісп. Polol) — руїни міста цивілізації мая в департаменті Петен (Гватемала). Полол з мови мая значить вид місцевого представника роду Комиш.

## Історія
Поселення утворилося наприкінці докласичного періоду — близько 200 року до н. е. Стосовно стародавньої назви міста й царства немає поки достеменних відомостей. Не знайдено ще «емблемний ієрогліф» ахавів Полола.
Наприкінці докласичного періоду (I ст. н. е.) утворилася власна держава. Вона не відігравала суттєвою роли серед інших царств мая. Тривалий час перебувала у залежності від Мутульського царства. Втім наявність поблизу священних печер дозволило Пололю здобути статус ритуального міста, находження священного оракула. Щодо цього Полол вчені порівнюють з Дельфами (з пророчицею-піфією) Стародавньої Греції.
Економічне піднесення було пов'язане з отриманням значних обсягів продуктів землеробство, які отримувались завдяки родючим ґрунтам та численним водним джерелам, а також вигідним розташуванням між Йашмутулєм і Сейбалєм. Під час другого піднесення Мутуля почався більш значний розвиток Полола. Особливо він посилився наприкінці VIII ст., тривав приблизно до 830 року.
З початку IX ст. потрапив у залежність від держави Сейбаль, яка тривала до початку X ст. Тоді економічне і культове значення Полола поступово зменшилося. Між 856 та 908 роками тут затвердилися центральноамериканські племена, ймовірно тольтеки (або представник роду Сейбаля за допомогою тольтеків чи родинних їм племен). Із занепадом Сейбаля держава в Пололю продовжувала існувати, втім знать та більшість населення залишили Полол.
Рештки населення згрупувалися навколо «Будови А», навколо якої було зведено захисну стіну. Зрештою близько 1000 року або трохи пізніше населення залишило ці місця. У XII ст. як приватний храм володарі царства Петен-Іца (Тайасаль) використовували Будову 5 Полола.

## Опис
Розташовано у центральній частині Петена, поруч з селищем Полол (воно називається від маянської назви рослини з оковових) і неподалік від міста Флорес, на відстані 9 км південно-західніше від м. Ла-Лібертад.
Складається з 5 площ, які відображають розвиток міста від докласичного до післякласичного періоду. Найбільші будівельні роботи проведені наприкінці класичного періоду.

### Архітектура
Центр міста складається з великої площі, на півдні якої розташована велика ступінчаста піраміда (відома як Будова Е або 5). Остання є найвищою в Пололі, становить 51 м заввишки. Її платформа тягнеться на 96 м зі сходу на захід, 118 м — з півночі на південь. На вершині піраміди знайдено рештки храмів (різних періодів) розміром 31×30 м. На відстані 12 м від піраміди розташовується печера з підземною камерою. Остання сполучається з пірамідою під землею. Тривалий час було основною частиною міста, навколо групувалися інші будівлі.
Із західної сторони центральної площі височить пагорб, що приховує рештки комплексу (Будова А або 1) розміром 6 м заввишки, 66 завдовжки і 15 м завширшки. На думку дослідників тут можливо розташовувався царський палац.
Головний вхід до центральної площі проходив через Структури В (2) і С (3) площею 12 м2. За вимірюванням вони колись були 150 м завдовжки, утворюючи величні прохід до ритуального комплексу на кшталт подібних будов в Накумі та Ішкуні. Поруч розташована Будова D (4) завдовжки 33 м і завширшки 18 м.
На схід від центральної площі розмістилася Будова F (6) площею 18 м2, заввишки 10 м. Поруч знайдено 73 оселі знаті та родичі правителів міста-держави.

### Скульптура
На центральній площі виявлено 16 стел, яких 6 є різьблені (1-6). Усі, окрім стели 5, були повалені. Їх було очищено від багнюки та ґрунту. Особливий інтерес являє стела 4 (розмір 3.67 м заввишки, 2.26 завширшки, 84 см завтовшки), що відповідає пізньому класичного періоду та часу занепаду класичної цивілізації мая (так звана термінальна фаза). За своїм стилем схожа на стелу 1 з м. Ла-Амелія. Більшість стел розламано на частини.
Доволі незвичним є вівтар 1. Він схожий за різьбленням на монументи з Такалік-Абахо, Ель-Баула, Трес-Сапотес. Втім поруч з цим вівтарем відсутні стели та будови з циклічним написом. Для подальшого дослідження інтерес являють округлі символи (гліфи). На думку більшості експертів його слід віднести до пізнього докласичного періоду, близько I ст. н. е. (за однією з версій на вівтарі викарбувана дата 41 рік). Тому вівтар 1 з Полола вважають одним за давніших різьблених вівтарів мая, що натепер відомі.

## Історія досліджень
Виявлено у квітні 1933 року під час 16-ї експедиції Інституту Карнегі (США) на чолі із Сильванусом Морлі. У 1934 році тут побував Сайрус Ланделл, що дав опис і намалював мапу Полола.
У 1980 році значні розкопки проводили фахівці університету Сан-Франсіско на чолі із Джеймсом Паттоном, що тривали до 2009 року. Тоді ж за наполяганням останнього назви Будов перейменовано з А-F на 1-6.